# Comuna Dalnic, Odesa
Dalnic (în ucraineană Дальник, transliterat: Dalnîk) este o comună în raionul Odesa, regiunea Odesa, Ucraina, formată din satele Dalnic (reședința), Baraboi, Dobrooleksandrivka, Hrîbivka, Mareanivka, Novohradkivka, Roxolani și Sanjiika.

## Demografie
Componența lingvistică a comunei Dalnic
     Ucraineană (81,75%)
     Rusă (15,23%)
     Română (1,17%)
     Alte limbi (1,04%)
Conform recensământului din 2001, majoritatea populației comunei Dalnic era vorbitoare de ucraineană (81,75%), existând în minoritate și vorbitori de rusă (15,23%) și română (1,17%).